# Jamali (album)
Pour les articles homonymes, voir Jamali.
Albums de Jamali
Yours Fatally
(2006)
Jamali est le nom du premier album studio du trio pop/R&B Jamali. Le 1er single extrait s'intitule Maisha.